# سفاکس ایرلاینز
سفاکس ایرلاینز (به انگلیسی: Syphax Airlines) یک شرکت هواپیمایی با کد یاتا FS است که در تاریخ ۲۰۱۱ میلادی تأسیس شده‌است. دفتر مرکزی سفاکس ایرلاینز در فرودگاه بین‌المللی سفاکس-تینا واقع شده‌است و قطب این شرکت هواپیمایی در فرودگاه بین‌المللی سفاکس-تینا قرار دارد و به ۱۳ مقصد، پرواز انجام می‌دهد.